# Sistema polifásico

Sistema monofásico de una sola fase.

Sistema polifásico de tres fases o trifásico.

En ingeniería eléctrica un sistema polifásico es un sistema de producción, distribución y consumo de energía eléctrica formado por dos o más tensiones iguales con diferencia de fase constante, que suministran energía a las cargas conectadas a las líneas. 
En un sistema bifásico la diferencia de fase entre las tensiones es de 90°, mientras que en los trifásicos dicha diferencia o desfase es de 120°. 
Los sistemas trifásicos son los utilizados en la generación, transmisión y distribución de la energía eléctrica para fábricas. 
Históricamente han existido sistemas de mayor número de fases, v.g., hexafásicos y dodecafásicos, destinado a alimentar rectificadores de modo de obtener una tensión continua poco ondulada.